# Elvir Bolić
Elvir Bolić (Zenica, 10 ottobre 1971) è un ex calciatore bosniaco, di ruolo attaccante.

## Carriera

### Nazionale
È stato il miglior realizzatore di tutti i tempi della nazionale bosniaca fino al 2012 quando è stato scavalcato da Edin Džeko, anche primatista di presenze in nazionale, fino al 2012 quando ha dovuto cedere il titolo a Zvjezdan Misimović (che poi è stato successivamente superato anch'egli da Džeko).

## Palmarès

### Club

#### Competizioni nazionali
- Campionato jugoslavo: 1

Stella Rossa: 1991-1992
- Campionato turco: 2

Galatasaray: 1992-1993
Fenerbahçe: 1995-1996
- Coppa di Turchia: 1

Galatasaray: 1992-1993

#### Competizioni internazionali
- Coppa Intercontinentale: 1

Stella Rossa: 1991